# 子安神社 (伊勢市)
子安神社（こやすじんじゃ）は、伊勢神宮皇大神宮（内宮）の所管社。内宮の宮域内、宇治橋東詰から東に進むと衛士見張所があり、見張所付近に大山祇神社と並び鎮座する。
社名の通り、安産祈願に訪れる人が多い。

## 概要
三重県伊勢市宇治館町の伊勢神宮内宮境内に鎮座する。神路山の山裾にある。内宮の所管社30社のうち第30位である。安産を願って、神前に小さな鳥居が奉納されている。この鳥居は宇治浦田一丁目にある「俵田屋」で販売している。
社殿は玉垣に囲まれている。伊勢神宮の摂社・末社・所管社には通例、賽銭箱は置かれていないが、子安神社には賽銭箱が置かれている。社殿の手前には花の形をした手水鉢がある。その手前にあるのが子安神社、その奥にあるのが大山祇神社である。
祭神は木花開耶姫神（このはなさくやひめのかみ）。元は宇治館町の産土神であったとされる。大山祇神社の祭神・大山祇神（おおやまつみのかみ）の娘である。瓊瓊杵尊（ににぎのみこと）の妻であり、猛火の中で3柱の子を出産したとされる。この神話から、安産、子授け、縁結び、厄除けの祈願が行われる。こうした世俗的な信仰を集める神宮所管の神社には、湯田神社・園相神社・堅田神社・赤崎神社が挙げられる。

## 歴史
創建は不詳。ただし『延喜式神名帳』および『延暦儀式帳』に記載がないことから、古代には存在しなかったと推察される。
明治5年6月（グレゴリオ暦：1872年7月）、教部省は両古書に記載のない神社を一律に神宮所管から外したため、子安神社と境内を共有する大山祇神社は神宮所管から離れることとなった。一方の神宮側では、大山祇神社を神宮の所管に復帰すべく、神社局と内々に折衝を開始、大山祇神社の氏子は1900年（明治33年）に自ら神宮に神宮所管への復帰を願い出た。この願いが受け入れられ、大山祇神社とその境内社の子安神社および両社の社地174余坪（≒575m2）が1900年（明治33年）、内宮に編入された。
1924年（大正11年）3月に造り替えられた。

## 交通
- JR参宮線・近鉄山田線伊勢市駅南口（JR側）または近鉄山田線・鳥羽線宇治山田駅より三重交通バスに15分ほど乗車、内宮前下車[12]。近鉄鳥羽線五十鈴川駅からも三重交通バスで内宮前へ行くことが可能である。
- 伊勢自動車道伊勢西ICより三重県道32号伊勢磯部線（御木本道路）を南へ約5分または伊勢ICより国道23号を南へ約5分、付近に駐車場あり[12]。